# Ahmed Ismail Ali

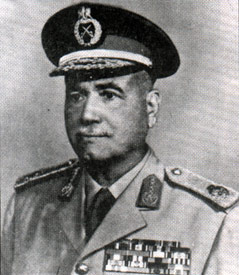
Ahmed Ismail Ali

Ahmed Ismail Ali (Arabisch: أحمد إسماعيل علي) (Caïro, 14 oktober 1917 – Londen, 26 december 1974) was een Egyptisch veldmaarschalk.
Generaal Ali volgde Abdel Moneim Riad op als stafchef van het Egyptisch leger nadat die in maart 1969 sneuvelde tijdens de Uitputtingsoorlog (1967-1970) door Israëlisch artillerievuur. Half april 1969 begon het Egyptisch leger met commandoacties achter de linies in Sinaï. Nu Egypte de bestandslijn niet meer respecteerde begon Israël met tegenacties achter het Suezkanaal. Toen de frontlijn de Egyptisch bevolkingscentra naderde werd Ali in september 1969 als stafchef vervangen door generaal Mohammed Sadek.
Ali werd gerehabiliteerd nadat Sadat president Nasser opvolgde. Hij leidde de inlichtingendienst. In 1972 volgde hij Sadek op als minister van Defensie en leidde hij het Egyptisch leger tijdens de Jom Kipoeroorlog in 1973 tegen Israël. Eind 1973 werd hij bevorderd tot veldmaarschalk.